# Grynig örnlav
Grynig örnlav (Ochrolechia androgyna) är en lavart som först beskrevs av Franz Georg Hoffmann, och fick sitt nu gällande namn av Johann Franz Xaver Arnold. Grynig örnlav ingår i släktet Ochrolechia och familjen Ochrolechiaceae.  Arten är reproducerande i Sverige. Inga underarter finns listade i Catalogue of Life.

## Källor

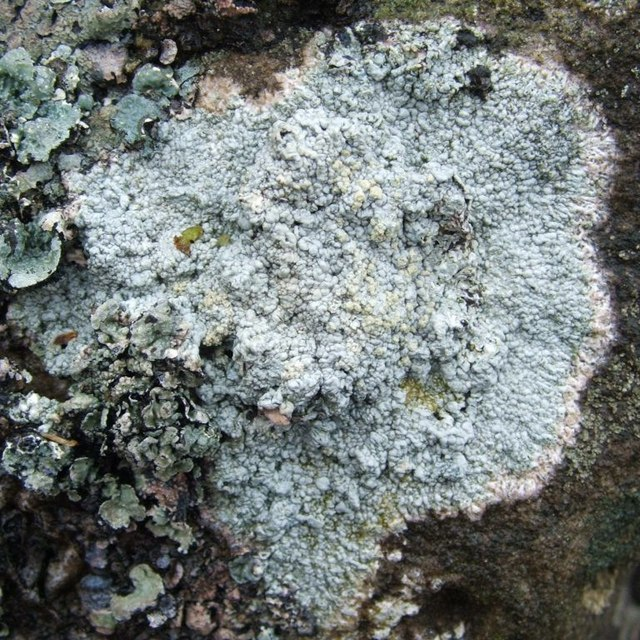
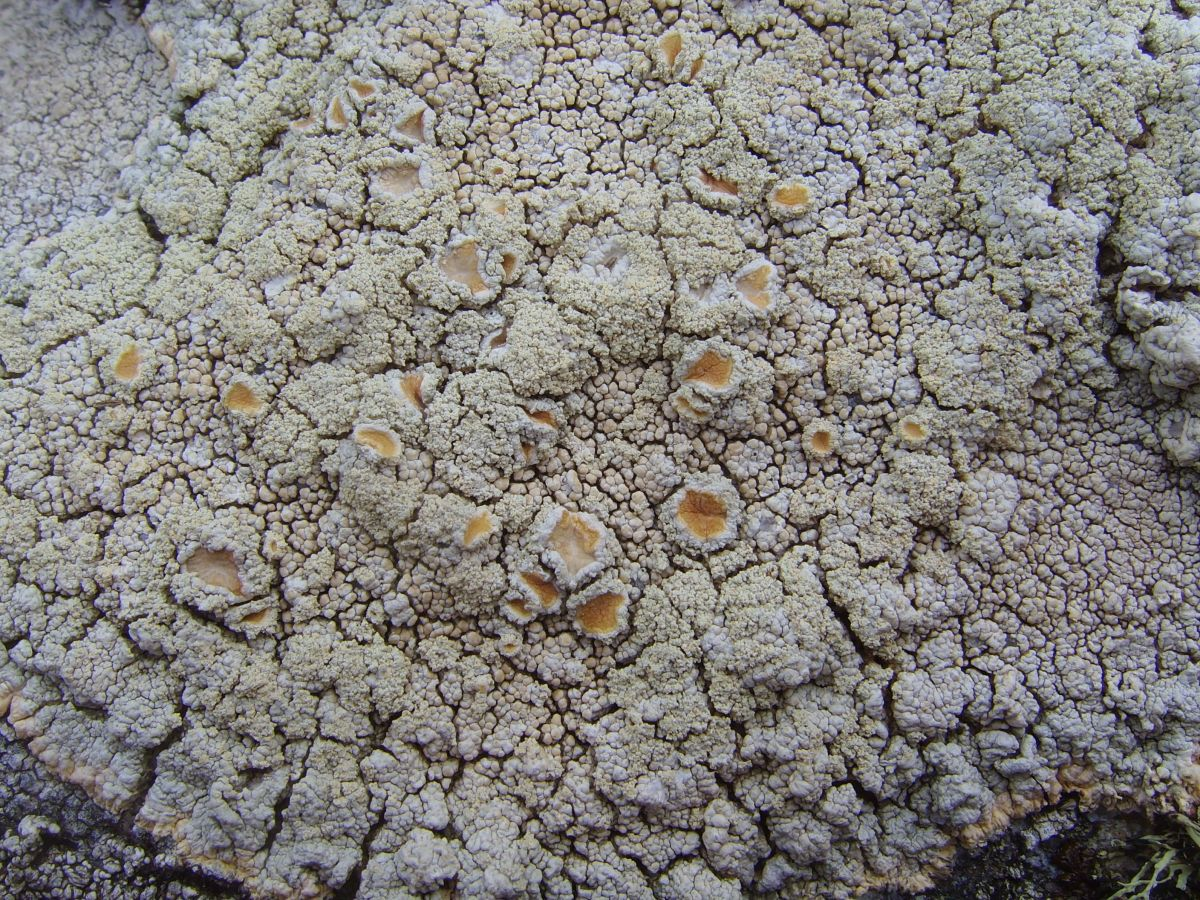
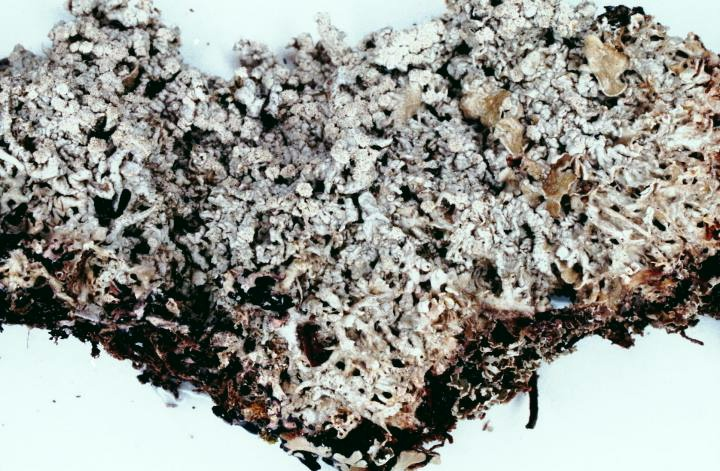
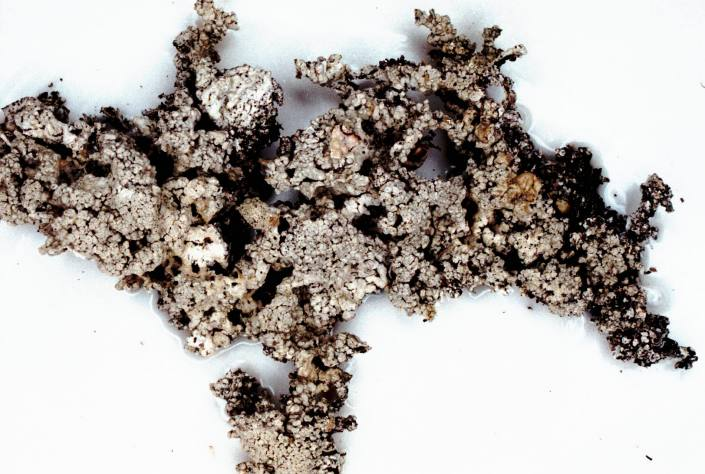